# Crawfurdia tsangshanensis
Crawfurdia tsangshanensis är en gentianaväxtart som beskrevs av C.J. Wu. Crawfurdia tsangshanensis ingår i släktet Crawfurdia och familjen gentianaväxter. Inga underarter finns listade i Catalogue of Life.